# Via Balbi
Via Balbi è una delle principali vie di Genova.

## Storia e descrizione
Situata ai margini del centro storico, collega piazza della Nunziata, sede della Basilica del Vastato, con piazza Acquaverde, dove è situata la stazione ferroviaria di Genova Piazza Principe.
Progettata già nel 1585 dall'architetto Bartolomeo Bianco, fu costruita fra il 1601 e il 1620 per volere di Stefano Balbi, facoltoso esponente della famiglia Balbi, banchieri genovesi, allora all'apice dalla ricchezza, e per questo motivo venne chiamata "Strada delli Signori Balbi". Rappresentò un intervento urbanistico dello stesso stampo di quello avvenuto in Via Garibaldi, derivato dal decentramento delle residenze di lusso dal nucleo del centro storico verso nuove zone della città, all'epoca meno dense di edificato, più tranquille e periferiche.
Oltre che celebrare lo status e la potenza economica raggiunta della famiglia, la strada veniva ad assolvere a una funzione urbanistica importante, in quanto apriva una via alternativa all'antica Via Prè per l'uscita della città verso ponente, ormai insufficiente.
Praticamente immutata dall'epoca della sua realizzazione, ha subito delle modifiche solo nella parte occidentale dove, al posto della curva verso sinistra che portava alla Porta di San Tommaso, è stata ricavata la piazza della stazione, nel 1860, e sono sorti i grandi alberghi a inizio Novecento.
Via Balbi annovera numerosi palazzi prestigiosi, capolavori del barocco genovese, fra cui il Palazzo Reale, molti dei quali iscritti nei Rolli genovesi e dichiarati patrimonio dell'umanità dall'UNESCO.
È inoltre sede del polo principale dell'Università di Genova e i suoi palazzi ospitano, fra l'altro, le facoltà di Giurisprudenza, Scienze Politiche, Lettere e Filosofia (Palazzo Balbi Senarega, Palazzo dell'Università di Genova e limitrofi) e la Biblioteca universitaria, biblioteca seicentesca appartenuta ai Gesuiti (oggi Biblioteca universitaria di Genova istituzione del MIBACT).
Il suo nome è legato anche agli Anni di piombo. In una delle sue principali traverse della zona occidentale, la Salita di Santa Brigida, l'8 giugno 1976 venne assassinato da un commando delle Brigate Rosse il procuratore della Repubblica Francesco Coco, insieme ai suoi due agenti di scorta. Fu il primo omicidio politico premeditato e rivendicato da parte dei terroristi della stella a cinque punte.
Dopo essere stata a lungo a doppio senso di marcia, nel 2004 gli stretti marciapiedi sono stati ampliati e il doppio senso è stato definitivamente abolito, mantenendo quello in salita verso ponente riservato ai soli mezzi pubblici.

## Palazzi ed edifici
| Palazzo                                                                    | Descrizione | Immagini |
| -------------------------------------------------------------------------- | --- | -------- |
| Palazzo Durazzo Pallavicini o Palazzo di Gio. Agostino Balbi               | Al civico 1, fu progettato da Bartolomeo Bianco con quattro ali loggiate di grande effetto scenografico. Passò dai Balbi ai Durazzo nel 1709, che vi costruirono un acrobatico scalone a sbalzo ideato dall'architetto Tagliafichi. Oggi per successioni dirette è proprietà di Cattaneo Adorno. All'interno è custodita la quadreria storica privata maggiore della città, con opere di Tiziano, Rubens, Van Dyck, Domenichino, Andrea del Sarto, Guercino, Annibale Carracci, Gregorio De Ferrari, Valerio Castello, Magnasco. |          |
| Palazzo Gio Francesco Balbi o Palazzo Balbi-Cattaneo                       | Al civico 2, dal 2001 è sede della Facoltà di Lettere e Filosofia dell’Università degli Studi di Genova. È il più antico dei palazzi della famiglia Balbi costruito su preesistenze medievali. Alla fine del ‘700 il palazzo passò alla famiglia Cattaneo Della Volta. Vi è ancora ospitata parte della quadreria seicentesca dei Cattaneo Della Volta. |          |
| Chiesa dei Santi Gerolamo e Francesco Saverio, ex Biblioteca Universitaria | Edificata nel 1650 da Francesco Maria Balbi quale chiesa del collegio, racchiude un notevole ciclo di affreschi barocchi di Domenico Piola. |          |
| Palazzo Balbi-Senarega detto anche Palazzo Giacomo e Pantaleo Balbi        | Al civico 4, sede della Facoltà di Lettere e Filosofia dell’Università degli Studi di Genova, fu progettato per i fratelli Giacomo e Pantaleo Balbi prima del 1622 e ristrutturato dall'architetto Pietro Antonio Corradi. Conserva il giardino originale con il grande ninfeo, e uno dei più importanti cicli pittorici del Seicento genovese opera di Valerio Castello, Domenico Piola e Gregorio De Ferrari. |          |
| Palazzo dell'Università o Collegio dei Gesuiti                             | Via Balbi 5. Sede del Rettorato e delle Facoltà di Giurisprudenza e di Scienze Politiche. Realizzato a partire dagli anni '30 del Seicento da Bartolomeo Bianco quale Collegio dei Gesuiti, finanziato dalla famiglia Balbi. Il giardino del collegio dei Gesuiti è oggi l’Orto Botanico dell’Università. Vi è conservata la collezione di statue in bronzo del Giambologna provenienti dalla distrutta chiesa di San Francesco di Castelletto.                                                                                  |          |
| Palazzo Francesco Maria Balbi Piovera o Palazzo Raggio                     | Via Balbi 6. Fu edificato tra il 1657 e il 1665 per Francesco Maria Balbi che affidò il progetto all’architetto Pietro Antonio Corradi. Per volontà di Edilio Raggio, armatore e industriale, che acquistò la costruzione nel 1870, furono interamente rifatti gli interni con decorazioni tardo-ottocentesche. |          |
| Palazzo Reale                                                              | La costruzione del palazzo cominciò fra il 1618 e il 1620 ad opera di Stefano Balbi. Nel 1677 lo acquistò la famiglia Durazzo che lo ampliò su progetto di Carlo Fontana. Nel 1824 si perfezionò l’acquisto ufficiale da parte di Vittorio Emanuele I, Re di Sardegna. Oggi è sede del museo di Palazzo Reale. |          |
| Chiesa dei Santi Vittore e Carlo                                           | Fu costruita dai Carmelitani Scalzi in onore del loro protettore Carlo Borromeo, su progetto di Bartolomeo Bianco, ed inaugurata nel 1635. La facciata del 1743 fu edificata a spese di Gerolamo Durazzo. All'interno della maestosa decorazione barocca spiccano capolavori pittorici di Domenico Piola, Orazio e Lorenzo De Ferrari, e sculture di Anton Maria Maragliano e Alessandro Algardi. |          |

## Galleria d'immagini

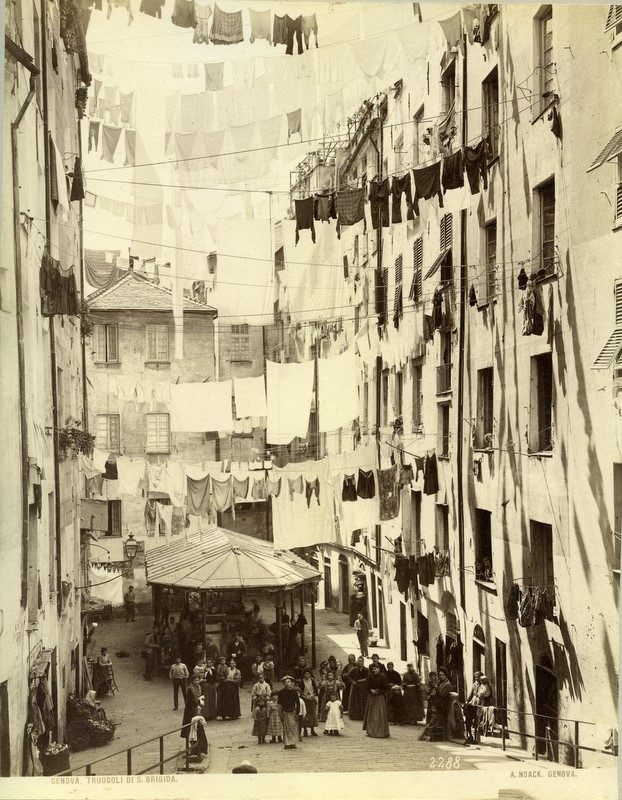
I truogoli di Santa Brigida nell'Ottocento, in una foto di Alfred Noack
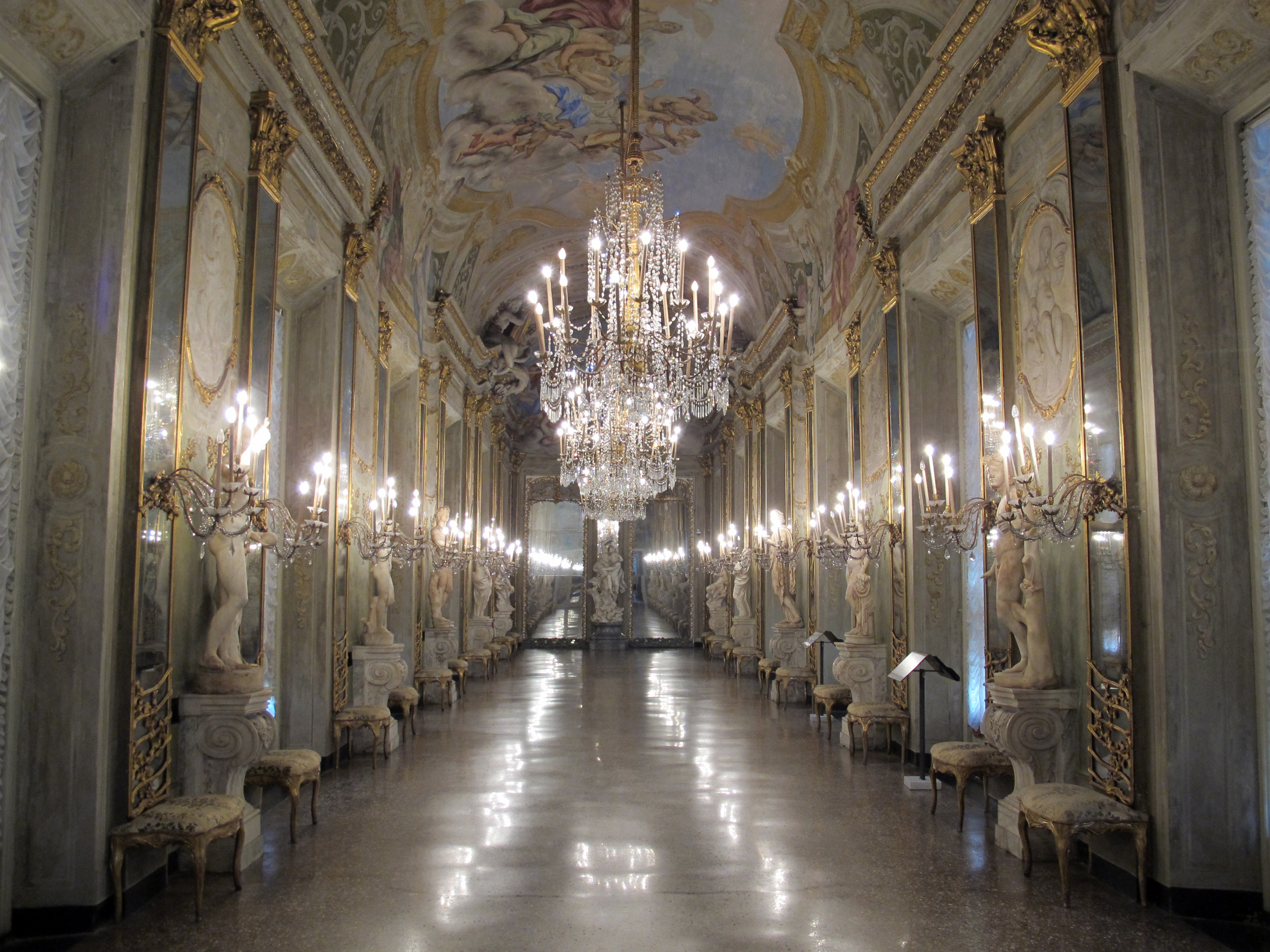
Palazzo Reale, galleria degli specchi
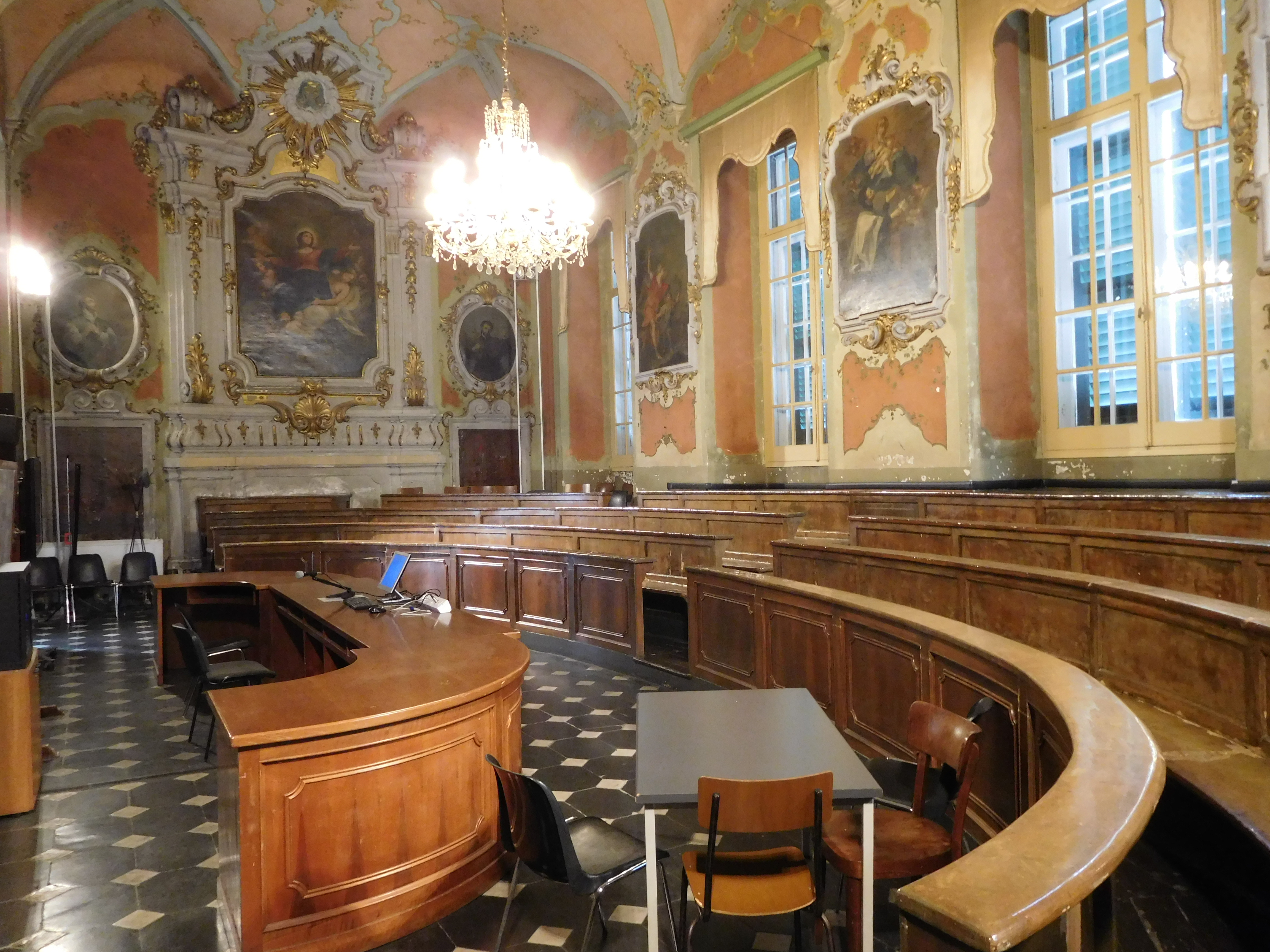
Palazzo dell'Università di Genova, Aule storiche
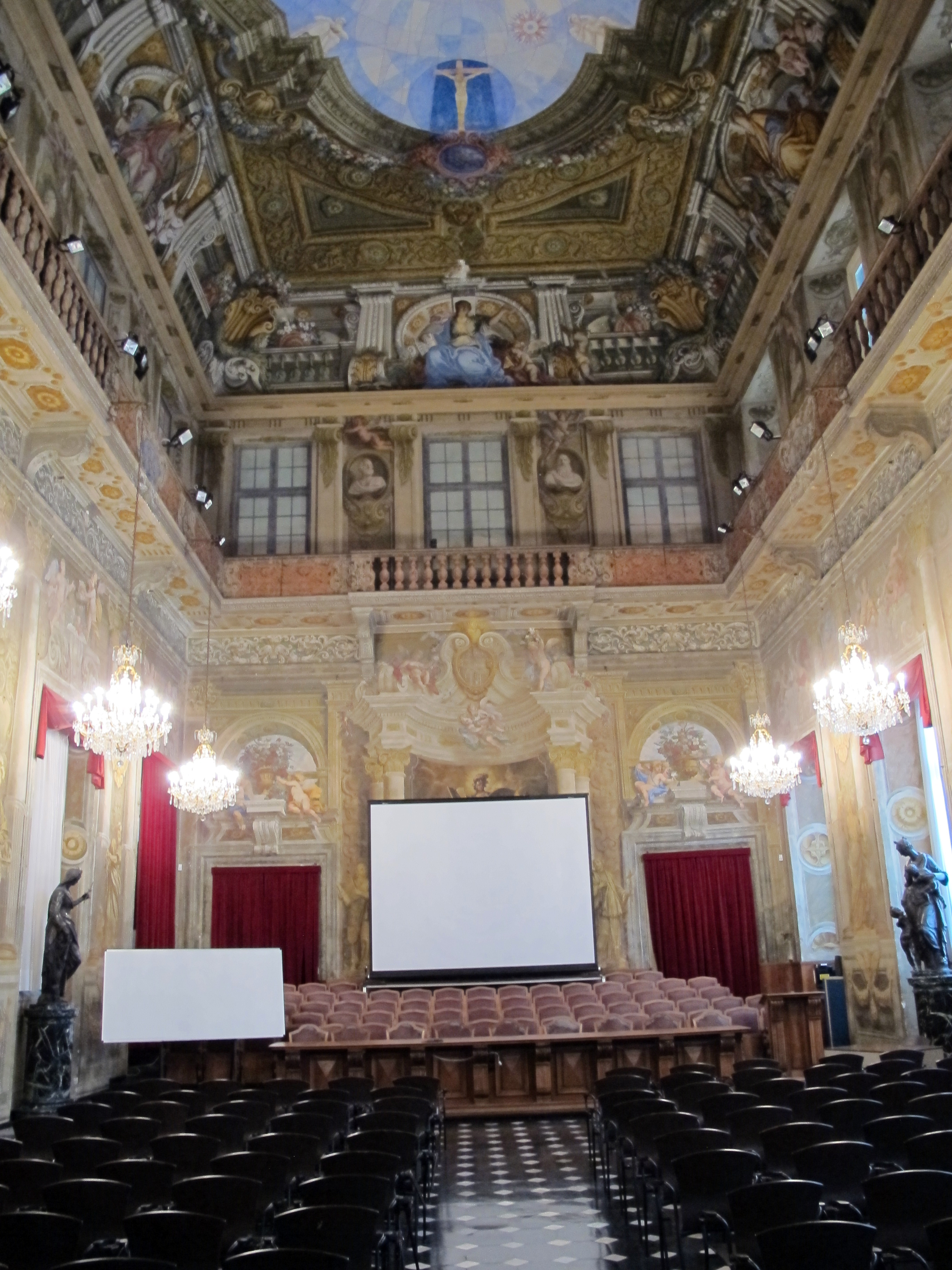
L'Aula magna
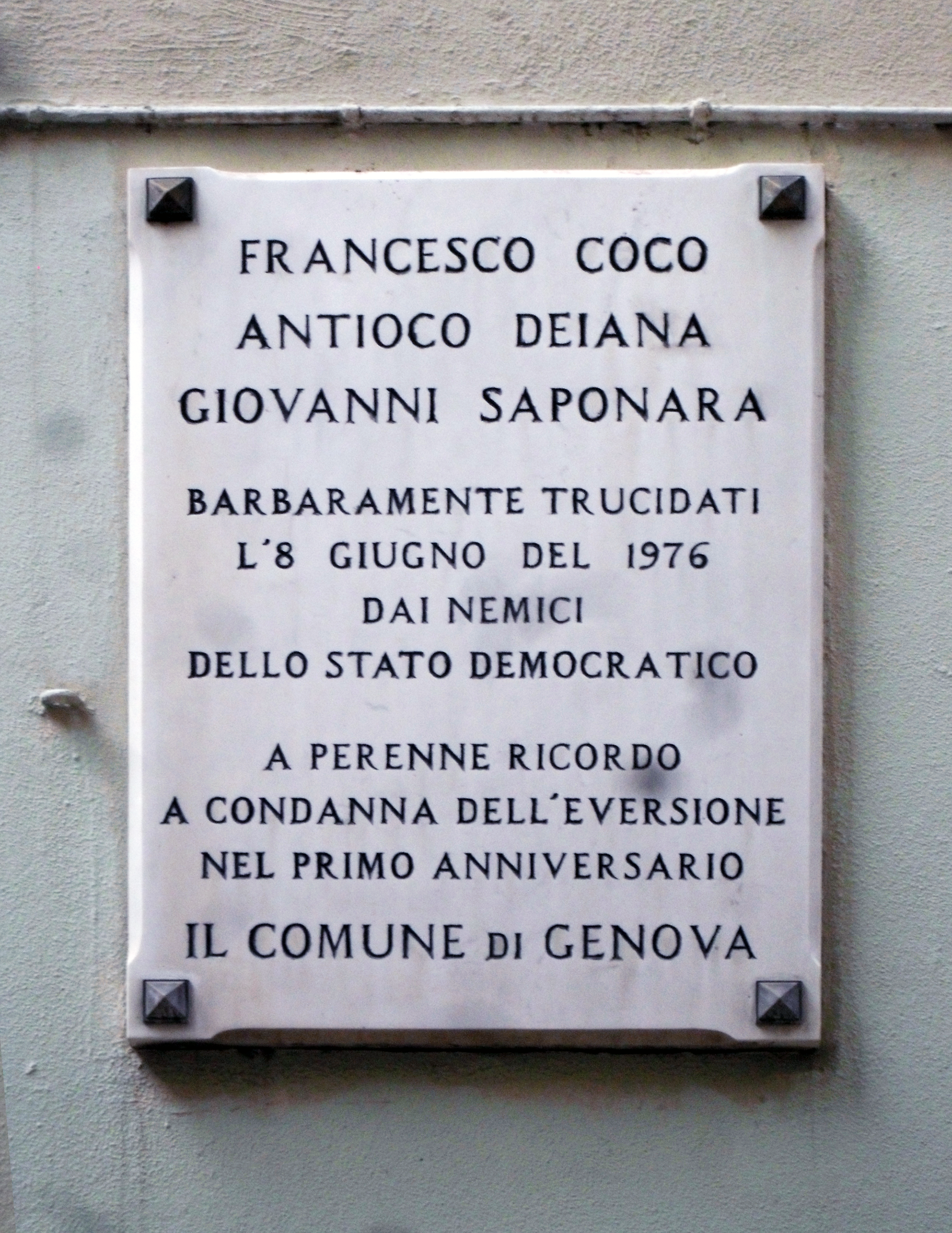
Targa in memoria di Francesco Coco all'angolo con Salita Santa Brigida
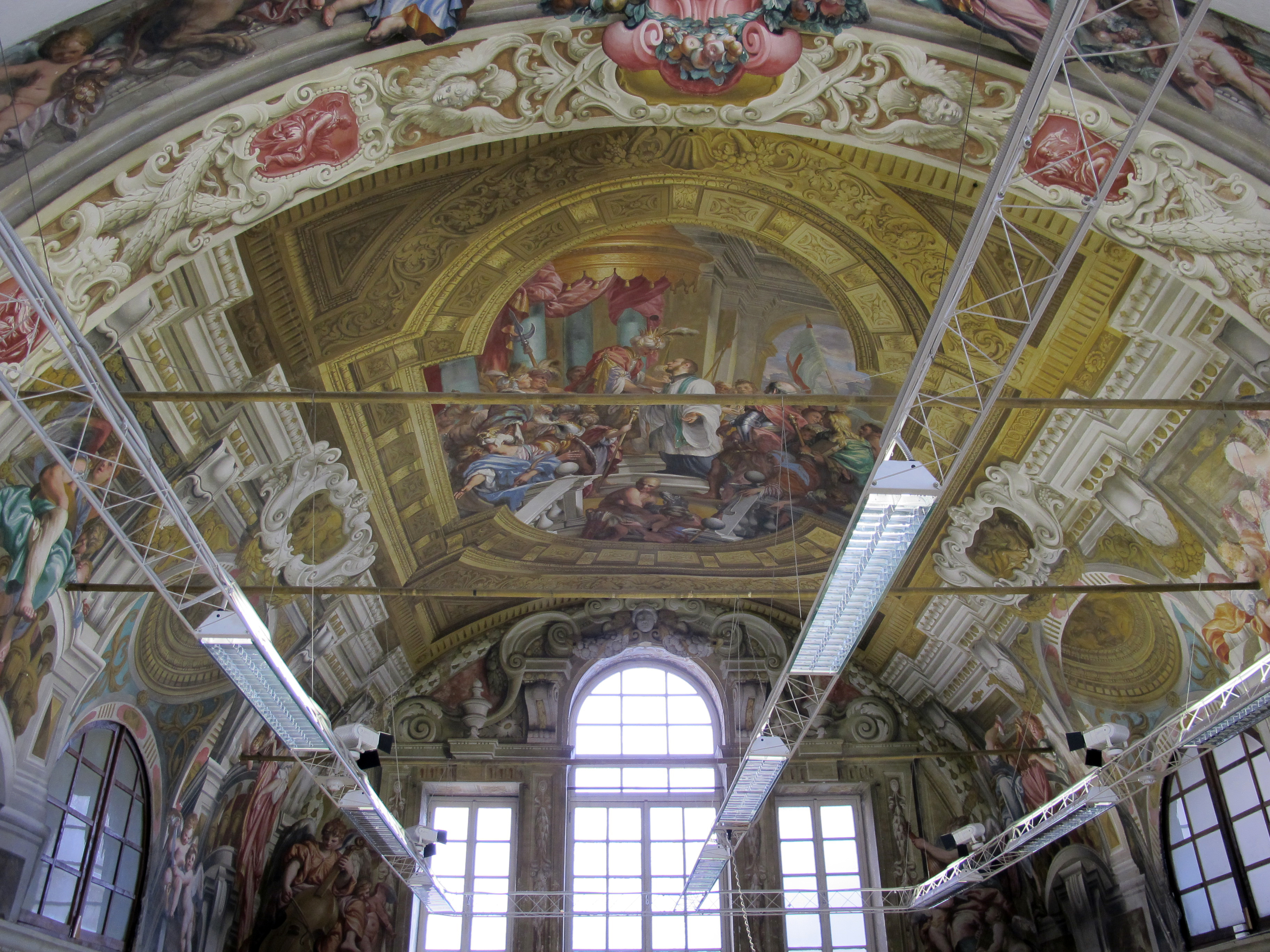
Chiesa dei Santi Gerolamo e Francesco Saverio, Domenico Piola, affreschi, 1666-67.
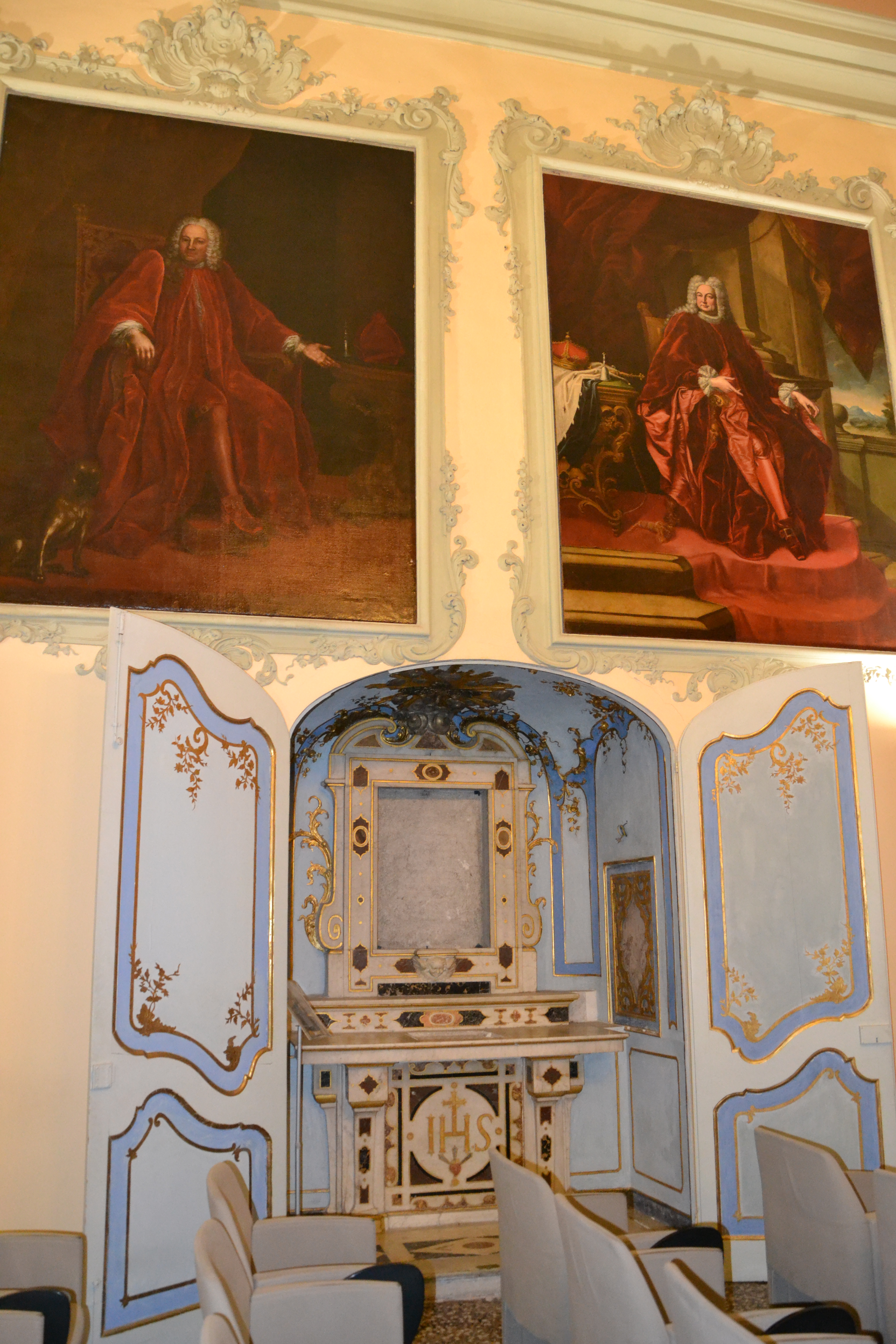
Palazzo Gio Francesco Balbi, ritratti Cattaneo della Volta
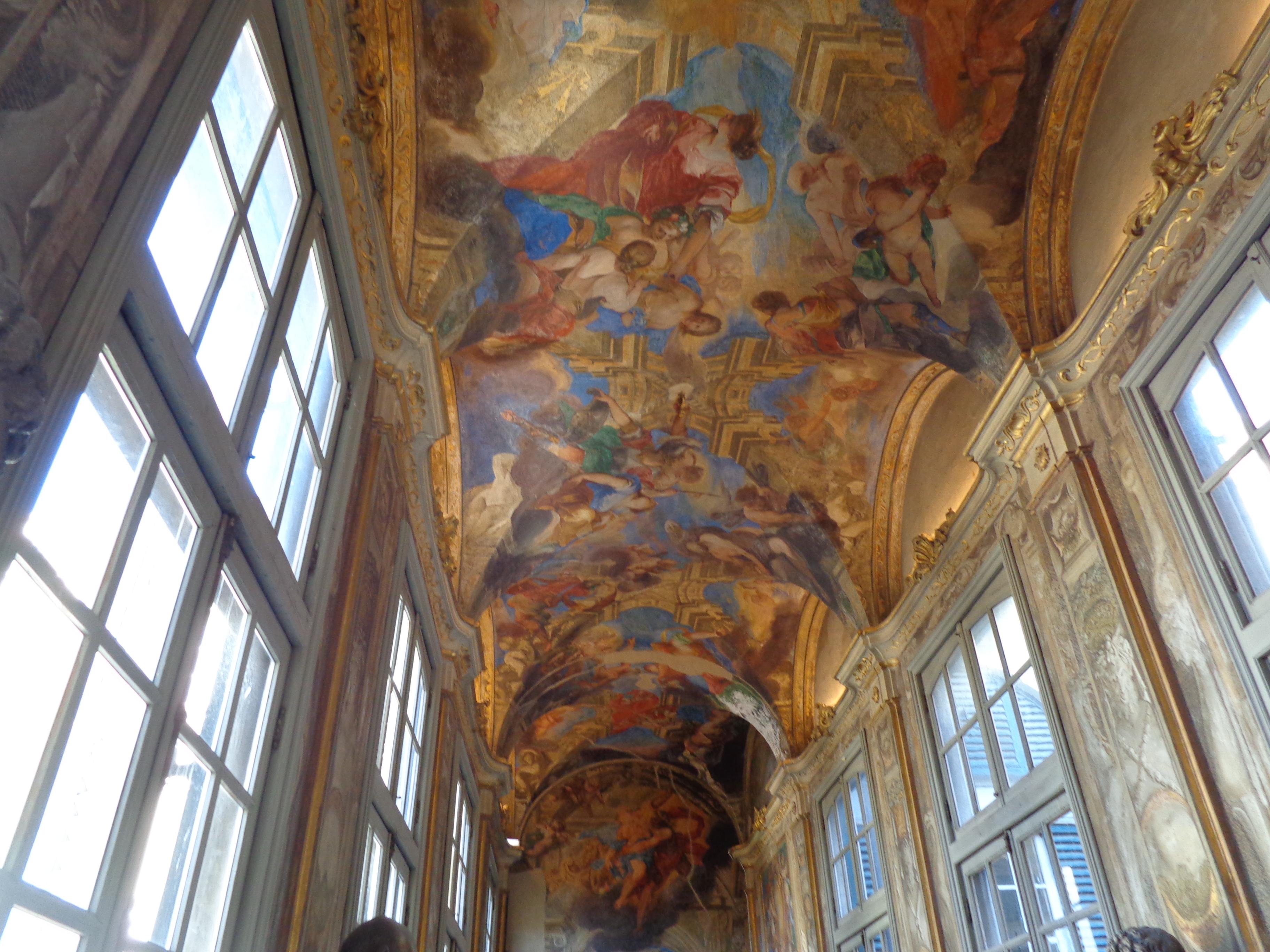
Palazzo Balbi Senarega, la galleria di Valerio Castello